# 번지 없는 주막 (1994년 영화)
"번지 없는 주막"은 한국에서 제작된 김상열 감독의 1994년 영화이다. 최주봉 등이 주연으로 출연하였다.

## 출연
- 최주봉
- 김성녀